# Musa Kusa
Mūsā Muhammad Kūsā (in arabo موسى كوسا‎? ˈmusaˌkosa) (Bengasi, 23 marzo 1949) è un diplomatico e politico libico.
Musa Kusa (talora scritto dalla stampa francofona come Moussa Koussa e anglofona come Mussa Kussa) ha servito come ministro degli affari esteri del governo guidato da Muʿammar Gheddafi dal 4 marzo 2009 al 30 marzo 2011. Dopo essersi recato nel Regno Unito, ufficialmente per una missione diplomatica nel corso della guerra civile libica, Kusa ha rassegnato le dimissioni dal suo incarico e manifestato la propria intenzione di non rappresentare più il governo di Gheddafi per protestare contro gli attacchi dell'esercito contro la popolazione libica

## Biografia
Ha compiuto i suoi studi universitari nella Michigan State University di East Lansing (Michigan) dove ha ottenuto, nel 1978, un baccellierato in Sociologia.
Dopo aver lavorato come agente per la sicurezza in una ambasciata libica europea, divenne ambasciatore della Libia nel Regno Unito nel 1980. Fu espulso dallo stato britannico nello stesso anno, dopo aver dichiarato al quotidiano inglese The Times che il governo libico voleva uccidere due suoi avversari politici residenti nel paese.
Dal 1992 al 1994 fu vice-ministro per gli affari esteri in Libia. Dal 1994 al 2009 fu messo a capo dell'agenzia per lo spionaggio libica, la Jamahiriya el-Mukhabarat.
Kusa ebbe un ruolo di rilievo nella scarcerazione di Abdelbaset al-Megrahi, condannato all'ergastolo, nel 2001 dalle autorità scozzesi, per l'attentato al volo Pan Am 103 sui cieli di Lockerbie. A tale scopo, infatti, tra l'ottobre del 2008 e il gennaio del 2009 incontrò segretamente alcuni esponenti del governo britannico.

## Riparazione in Regno Unito e dimissioni
Il 28 marzo 2011, dopo essere partito da Tripoli in automobile, giunse a Tunisi ufficialmente - secondo il governo tunisino come dichiarato all'agenzia di stampa Tunis Afrique Presse - per una visita privata.
Il 30 marzo 2011, partì con un jet privato svizzero dall'aeroporto internazionale di Gerba per recarsi in Regno Unito in missione diplomatica, stando alle fonti libiche.
L'ufficio del Foreign and Commonwealth inglese dichiarò, più tardi, che Kusa non intendeva più rappresentare il governo libico e voleva dimettersi
per protesta contro gli attacchi compiuti dall'esercito libico contro la popolazione civile.